# Польова поїздка (Цілком таємно)
Польова поїздка (Field Trip) — 21-й епізод шостого сезону серіалу «Цілком таємно». Епізод не належить до «міфології серіалу» — це «монстр тижня». Прем'єра в мережі «Фокс» відбулася 9 травня 1999 року.
У США серія отримала рейтинг Нільсена рівний 9.5, який означає, що в день виходу її подивилися 15.38 мільйона глядачів.

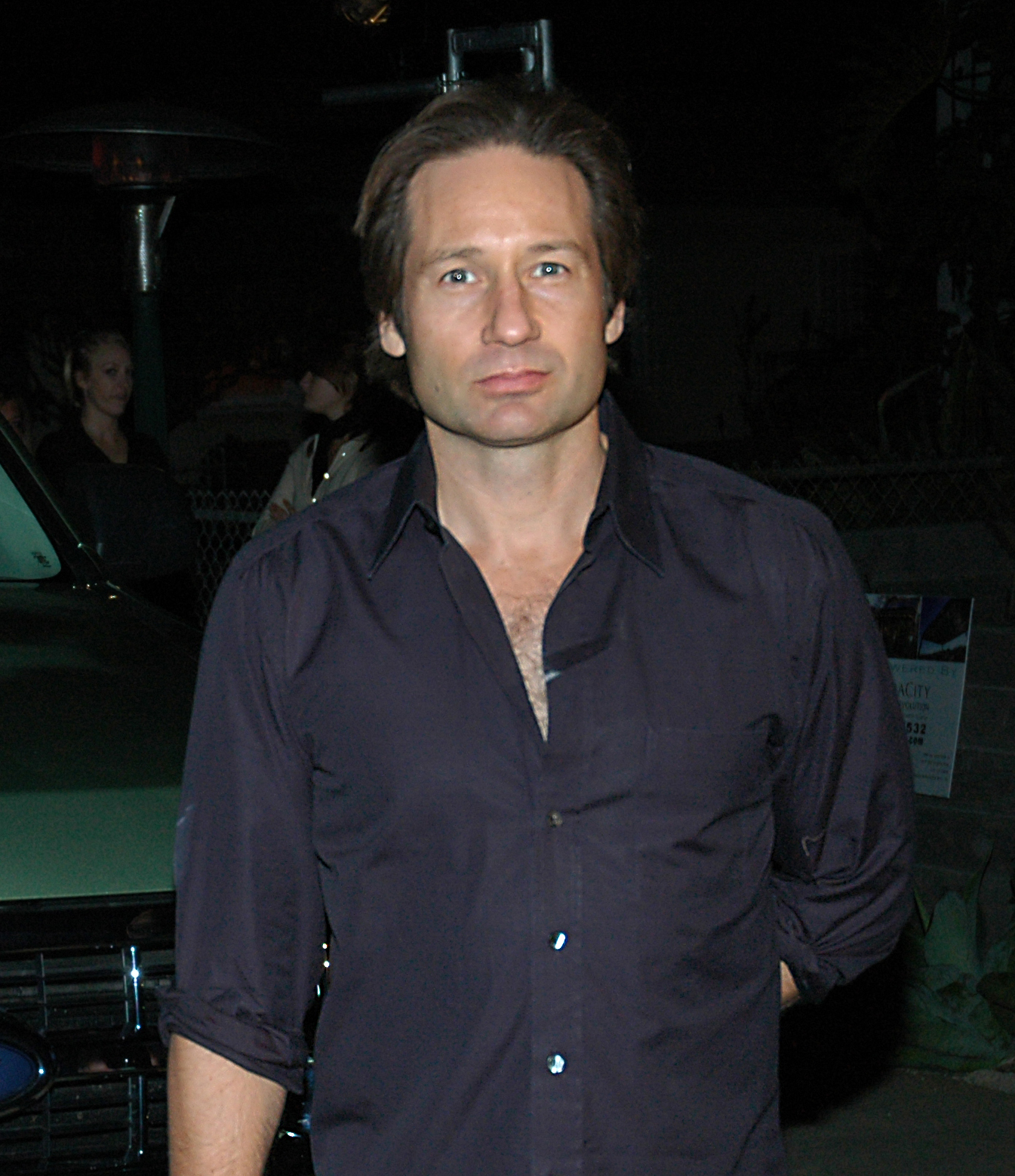

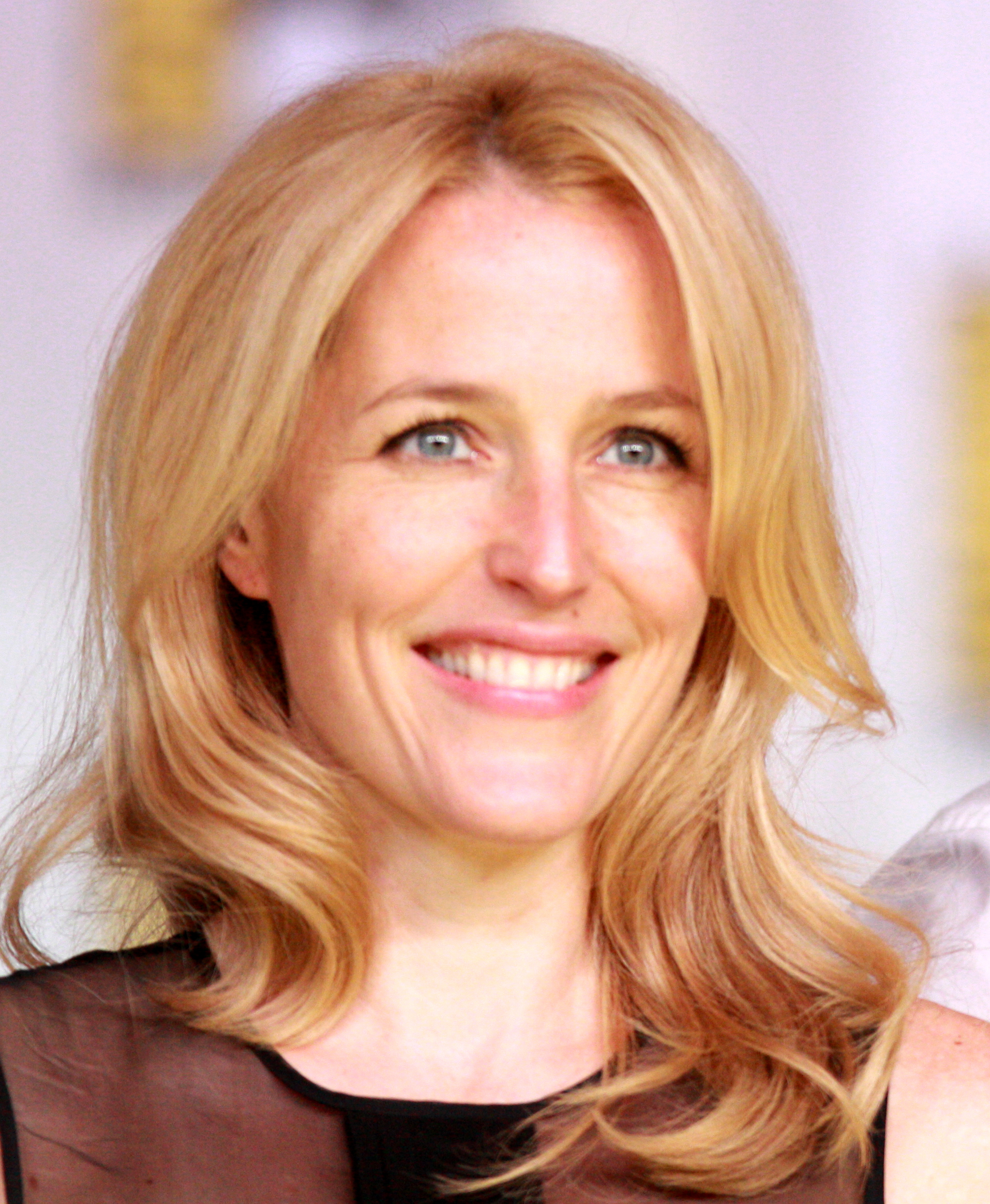

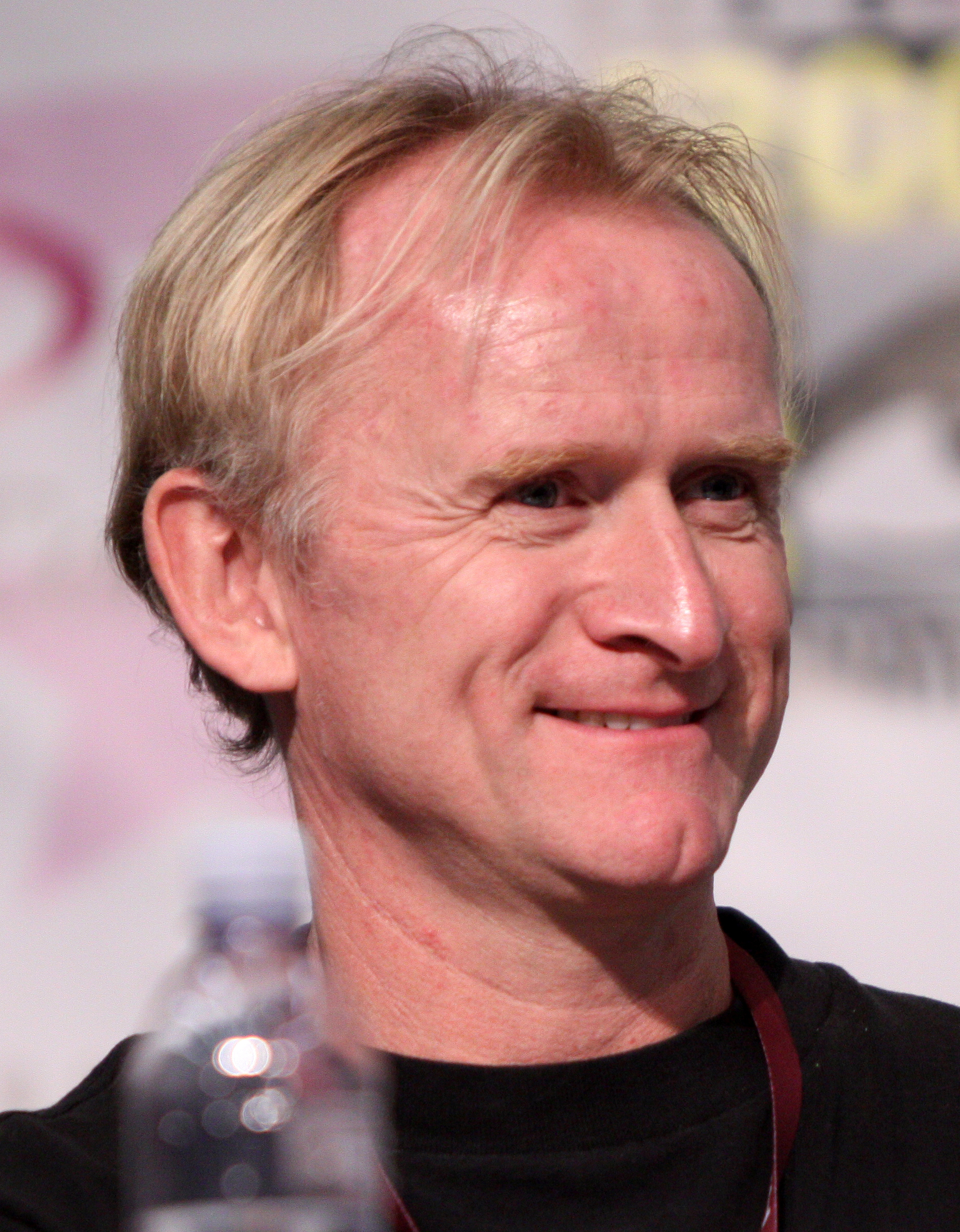

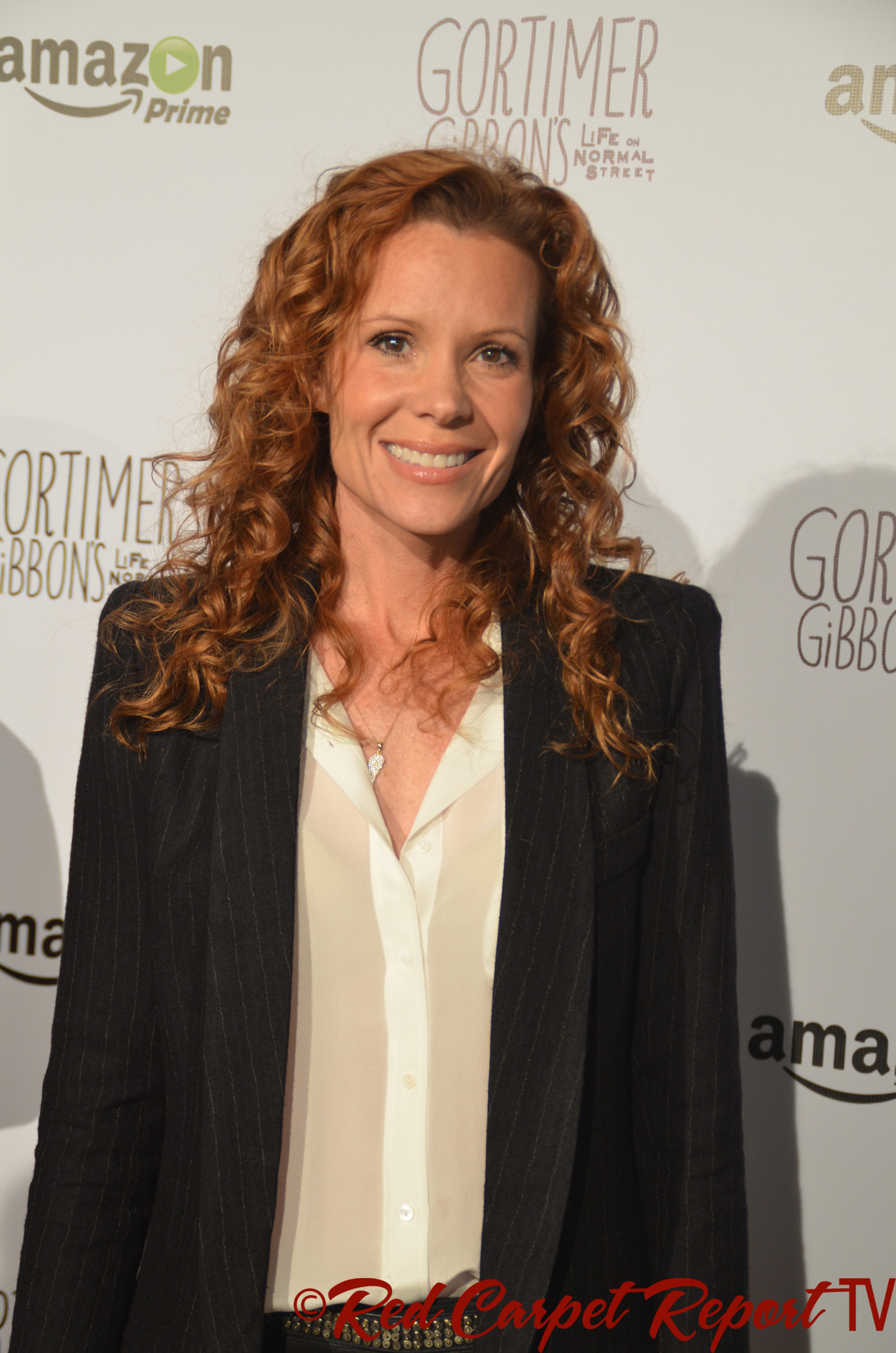

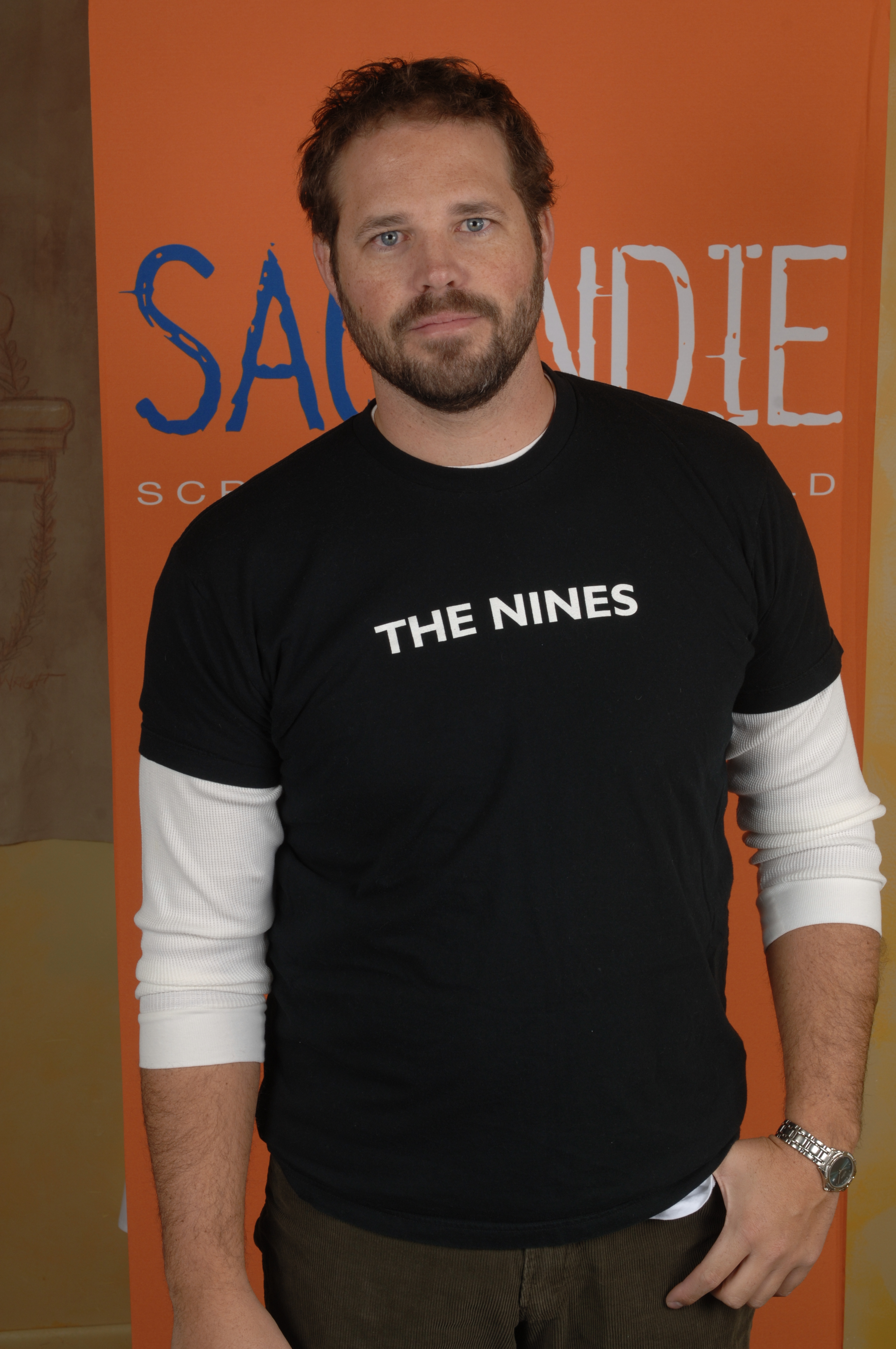

Малдер і Скаллі розслідують загадкове виявлення двох скелетів. Вони виявляють гігантські грибниці, що викликають у агентів два окремих галюциногенних епізоди, які зрештою зливаються в одну спільну галюцинацію. Обидва рятуються завдяки пошуковій команді ФБР на чолі з Волтером Скіннером.

## Зміст
Істина поза межами досяжного
В Буні (Північна Кароліна) Воллес та Анжела Шифф повертаються додому після денного перебування на природі. У Анжели болить голова і, приймаючи душ, вона думає, що бачить жовту речовину, яка стікає по стінах. Анжела та Воллес лягають спати в обіймах один одного. Потім стає видно їхні скелети в тому ж положенні посеред поля. Їхні тіла розклалися за 3 дні.
Спеціальні агенти ФБР Фокс Малдер та Дейна Скаллі досліджують випадок і після більш уважного вивчення кісток вони виявляють дивну жовту речовину, що покриває нижню частину скелетів, яку пропустили під час первинного огляду. Малдер, вважаючи, що тіла є результатом впливу знаменитих вогнів Бурої гори, прямує до місця їх знайдення, а Скаллі залишається з коронером, щоб провести ретельніше дослідження.
Коли Малдер прибуває на поля, він по незнанню переїжджає ділянку грибів, яка випускає хмару галюциногенних спор. Малдер — непомітно глядачеві — починає галюцинувати. Незабаром він виявляє Воллеса та Анджелу в печері, і обидва стверджують, що їх викрали інопланетяни, які прикрили їхнє зникнення фальшивими скелетами. Пізніше Скаллі приїжджає до квартири Малдера, і він пояснює Дейні, що сталося. Фокс показує їй інопланетянина, якого захопив в горах Браун. Однак Скаллі сприймає його міркування без сумнівів, і Малдер починає сумніватися в реальності подій. Зрештою, побачивши жовту речовину, подібну до тієї, як бачила Анжела, Малдер прокидається в печері, до якої він пішов раніше за Воллесом, покритий жовтим секретом, перетравлюючись живцем.
Тим часом Скаллі виявила, що жовта речовина переважно складається з органічного матеріалу, який міститься в травних соках, хоча воно і схоже на рослинну — міститься хітиназа. Дейна дзвонить до Фокса — той не відповідає. Прибувши на поле, Скаллі випадково наступає на інший гриб і починає галюцинувати. Тим часом Малдер з родиною Шифф марить про інопланетян. До кімнати Малдера приходить Дейна, їй відкриває Фокс, явно живий — із подружжям Шифф. Дейна каже Малдеру — Фокс усі ці роки мав рацію і вона погоджується з ним. Малдер вмивається — і бачить що з рукомийника тече жовта рідина. Раптово усі зникають перед Фоксом — сходять жовтою піною.
Скаллі і коронер починають шукати Малдера, та знаходять лище його скелет. Повернувшись до кабінету слідчого, Скаллі ідентифікує останки Малдера по його стоматологічній картці, але не знаходить доказів жовтого секрету на скелеті. Скаллі звітує Скіннеру — і його влаштовують висновки Дейни в цій справі.
Скаллі йде жо кімнати Малдера — там Самотні стрільці і співробітники ФБР співчувають їй щодо смерті Фокса. Саотні стрільці почали влесне розслідування — щоб знайти вбивцю Малдера. Самтні стрільці теж погоджуються з її висновками — і повторюють слова Скіннера. У Дейни починає боліти голова і перед очима проходить жовта пелена. Скаллі не вірить в смерть Малдера. Хтось стукає в двері; Дейна відчиняє — і заходить Фокс. Всі співчуваючі зникають з кімнати.
Коли Малдер і Скаллі обговорюють те, що сталося, вони обидва починають усвідомлювати, що все ще перебувають у печері, перетравлюючись речовиною, поки перебувають у коматозному стані. Так чи інакше, вони мають однакові галюцинації. Коли відбувається усвідомлення, вони обидва прокидаються.
Малдер вибирається на поверхню з шару пухкої землі та витягає Скаллі.
Пізніше, в офісі Волтера Скіннера, Малдер знову починає сумніватися в тому, що вони взагалі вільні, просячи Скаллі назвати будь-який вид наркотиків, який припиняє свою дію, як тільки користувачі дізнаються, що вони галюцинують. Скаллі не вірить, поки Малдер не доводить свою правоту, вистрілюючи Скіннеру в груди; із кульових поранень сочиться жовта речовина. Знову їхнє оточення тане, вони прокидаються під землею в печері.
Малдер просуває руку крізь земляну стелю, коли Скіннеру та команді рятувальних служб вдається їх знайти, витягнути та доставити в безпеку «швидкої допомоги». Опинившись у машині швидкої допомоги, Малдер і Скаллі без слів слабко тримаються за руки.

## Зйомки
Епізод був написаний Френком Спотніцем, який описав процес творення як важливий досвід. Сценарій пройшов кілька етапів; спочатку в сценарії передбачалося, що Малдера переслідує монстр у закритій печері. Потім сценарій було змінено — включили як Малдера, так і Скаллі. Зрештою, історія була змінена таким чином, ніби Малдер і Скаллі просто повірили, що їх захоронили глибоко в печері. І зрештою Малдер зрозумів, що все це галюцинація.
Спотніц зазначив, що концепція епізоду викликала стурбованість у багатьох членів знімальної групи: «Ми ніколи не робили такого „Цілком таємно“. Ми могли б дослідити розбіжності Малдера і Скаллі, побачивши крайність їхніх двох галюцинацій — серйозну версію того, що ми робили комічно минулого сезону в „Поганій крові“. Це дало можливість Малдеру зіткнутися зі своїм партнером із тим, що він, як правило, правий. Це призвело до відповіді Скаллі, яка підтвердила факт».
Спотніц назвав епізод «чудовою грою розуму», але переживав, що заплутана історія та темп спантеличать глядача. Для того, щоб угамувати ці занепокоєння, сценарій було призначено допрацювати Джоном Шибаном та Вінсом Гілліганом. Щойно сценарій був закінчений, Спотніц переконався, що історія стала зрозумілішою. Він був особливо задоволений тим, як Шибан й Гілліган показали Малдеру та Скаллі наступати на гриби — як спосіб тонко визначити початковий вплив на них галюциногенного гриба. Гілліган зазначив, що «ще однією дійсно важливою річчю, яку ми зробили, було те, щоб глядачі не думали, що Малдер і Скаллі насправді не під загрозою — ніби все це було подумки, як і весь цей сезон в Далласі кілька років тому. Ось чому ми переконалися, що вони зрозуміли — спори гриба вб'ють їх».
Щоб створити ефект «танення» Малдера і Скаллі, продюсер спецефектів Білл Міллар зняв відео Джилліан Андерсон та Девіда Духовни в тривимірному відео високої чіткості — акторів сканували цифровим способом, а з результатами працював комп'ютер. Міллар зазначив, що, «коли ми розглянули наш перший тест, то зрозуміли, що не можемо „розплавити“ Малдера і Скаллі без певних труднощів. Їм довелося розтанути, як кінозірки […], не обертаючись Джилліан за Маргарет Тетчер, а Девід за Джона Херта як Людину-слона». Для того, щоб компенсувати труднощі, Міллар застосував ефект плавлення «переднього краю», який деформував лише частину зображення обличчя акторів, зберігаючи їхні риси незмінними. Для інших знімків Андерсон та Духовни довелося витримати години, коли їх покривали харчовим згущувачем, підсиленим хворобливого відтінку харчовим барвником. Андерсон та Духовни буквально «поховали» під землею для фінальної сцени, актори були одягнені у мокрі костюми та вкриті рослинною рідиною й грунтом.

## Показ і відгуки
Прем'єра «Польової поїздки» відбулась у мережі «Fox» 9 травня 1999 року. Епізод отримав рейтинг Нільсена 9,5 із часткою 15, тобто близько 9,5 % всіх домогосподарств, обладнаних телевізором, і 15 % домогосподарств, які дивляться телебачення, були налаштовані на нього. Його переглянули 15,38 млн глядачів. Епізод вийшов в телеетері Великої Британії та Ірландії на «Sky One» 18 липня 1999 року, і отримав 0,58 млн глядачів, що є третім результатом за популярністю того тижня.
Епізод отримав похвальні відгуки критиків. Емілі Вандерверф з «The A.V. Club» назвала його одним із «10 епізодів, які потрібно обов'язково переглянути» з серіалу, і назвала «прикладом тонкого переходу» із колекції монстрів до чогось більш схожого на спробу пояснити темний зворотній бік одержимості Америки загадковими розповідями"". Зрештою, вона дійшла висновку, що «Польова поїздка» показала — «як серіал Цілком таємно більше ніколи не буде таким хорошим, як в найкращі сезони, але все одно ще може бути надзвичайно ефективним». У подальшому огляді Вандерверф присвоїла епізоду оцінку «А» і назвала його «одним з моїх улюблених епізодів „Цілком таємно“ шостого сезону» завдяки аналізу того, чого Малдер і Скаллі прагнуть від світу, й тому факту, що в цій серії стверджується, що «таємниці можна розгадати лише за умови, що над вирішенням працюють обидва». Роберт Шірман і Ларс Пірсон у своїй книзі «Хочемо вірити: критичний посібник з Цілком таємно, Мілленіуму й Самотніх стрільців» оцінили епізод 5 зірками з п'яти. Вони позитивно порівняли його із епізодом «Погана кров», зазначивши, що «Польова плїздка» є переробленою темою «Bad Blood». Крім того, Шірман і Пірсон зазначили, що «[епізод] не просто глузує над умовами тривалого науково-фантастичного серіалу, але й запрошує свою аудиторію сумніватися в істинах навколо нас, які ми сприймаємо як належне».
Ерл Крессі з «DVD Talk» назвав «Польову поїздку» однією з головних подій шостого сезону. Том Кессеніч у книзі «Експертиза: Несанкціонований погляд на сезони 6–9 Цілком таємно» позитивно написав про цю серію, зазначивши, що «стосунки Малдера і Скаллі в епізоді виходять далеко за рамки любові, поваги чи дружби та посилюються навіть дотиком рук в кінці серії, що символізує їхній остаточний союз. Їхній зв'язок настільки сильний, такий потужний, що вони навіть поділяють ті самі галюцинації, викликані наркотиками. Справді, душевні партнери». Згодом Кессеніч назвав епізод одним із «25 найкращих епізодів усіх часів» в «Цілком таємно», поставивши його на 25 місце. В огляді «Cinefantastique» надав епізоду помірно позитивний відгук і присудив йому 2.5 зірки з чотирьох. Незважаючи на те, що епізод «мало що робить із реальністю/галюцинацією», оглядачка Пола Вітаріс високо оцінила акторську діяльність Духовни та Андерсон, зазначивши, що їхні ролі були головним задоволенням епізоду.
Головний антагоніст епізоду, галюциногенний польовий гриб, отримав переважно позитивні відгуки критиків, та кілька недоброзичливих. Конні Огле з «PopMatters» віднесла «гігантську підземну грибну штучку» до числа найкращих «монстрів тижня», описавши як «занадто хитру, щоб потрапити до піци». Не всі відгуки були настільки позитивними. Видання «io9» назвало гриб одним із «10 найсмішніших монстрів з Цілком таємно» і в огляді було зазначено: «Малдер і Скаллі засвоюють цей мікологічний кошмар, спільно борючись з ним під час наркотичної подорожі — якісь справжні фекалії астрального літака».

## Знімалися
| Актор             | Роль                     |
| ----------------- | ------------------------ |
| Девід Духовни     | Фокс Малдер              |
| Джилліан Андерсон | Дейна Скаллі             |
| Робін Лайвлі      | Ангела Шіфф              |
| Девід Денман      | Воллас Шіфф              |
| Джим Бівер        | коронер                  |
| Мітч Піледжі      | Волтер Скіннер           |
| Том Брейдвуд      | Мелвін Фрогікі           |
| Дін Гаглунд       | Річард Ленглі            |
| Брюс Гарвуд       | Джон Фітцджеральд Байєрс |